# Oliver James
Oliver James, właściwie Oliver James Hudson (ur. 1 czerwca 1980 w Ottershaw) – angielski muzyk, piosenkarz, autor tekstów piosenek i aktor.

## Życiorys
Urodził się w Ottershaw, w hrabstwie Surrey jako jedyne dziecko kierowcy rajdowego. Mając pięć lat nauczył się jeździć samochodem i początkowo myślał o profesjonalnej karierze kierowcy wyścigowego. Od wczesnych lat dzieciństwa interesował się muzyką, grał na perkusji w zespole przez cały czas nauki i brał również udział w wyścigach samochodowych i motocrossie. Mając siedemnaście lat zdecydował jednak o zawodzie aktora. Ukończył studia na wydziale dramatu Guildford School of Acting w Guildford w Surrey. Zajął się produkcją reklam. W wieku dziewiętnastu lat postanowił zmienić swoje nazwisko, aby nie być mylonym z bratem znanej aktorki Kate Hudson – Oliverem Hudsonem. 
Debiutował na małym ekranie w 25–minutowym telewizyjnym dramacie familijnym Dorastanie geja: Poza szkołą (School’s Out, 2002). Rok później pojawił się w jednym z odcinków serialu kanału BBC Popołudniowa gra (The Afternoon Play, 2003). Jego debiutem kinowym była rola Iana Wallace, chłopaka córki arystokraty w komedii romantycznej Czego pragnie dziewczyna (What a Girl Wants, 2003) u boku Colina Firth. Specjalnie dla tej roli nauczył się grać na gitarze, napisał także dwie piosenki "Long Time Coming" i "Greatest Story Ever Told", które znalazły się na płycie z muzyką do tego filmu. Dobre recenzje kytyków filmowych otrzymał po zagraniu roli Jaya Corgana w melodramacie muzycznym dla młodzieży Szansa na sukces (Raise Your Voice, 2004) z aktorką i piosenkarką Hilary Duff. W komedii Wiosła w dłoń: Zew natury (Without a Paddle: Nature’s Calling, 2009) został obsadzony w roli Bena Reeda.